# ヒルベルト・ポリア予想
数学において、ヒルベルト・ポリア予想 (Hilbert–Pólya conjecture) とは、スペクトル理論によるリーマン予想への一つのアプローチの方法である。1910年代に、ヒルベルトとポリアが、リーマン予想の証明は自己共役作用素を見つけることにより得られるのではないかと示唆したことが、この予想の契機である。

## 歴史
ジョージ・ポリアが1912年から1914年にかけてゲッティンゲンにいた頃、リーマン予想は正しいはずだという物理的な理由をエドムント・ランダウから聞かれたときに「もしリーマンゼータ函数の零点
{\displaystyle {\tfrac {1}{2}}+it}
の虚部tが、非有界な自己共役作用素の固有値に対応するならば、リーマン予想は正しいだろうから」と示唆したことを、1982年1月3日付けのアンドリュー・オドリツコへの手紙の中でジョージ・ポリヤは述べた。
この予想に関する、最も早い出版物中の記載はMontgomery (1973) のようである。

### 1950年代とセルバーグ跡公式
ポリアとランダウの会話の時代には、このような見方の土台はほとんど無かった。しかし、1950年代初期にアトル・セルバーグは、リーマン面の長さスペクトルとラプラス作用素の固有値の間の双対性を証明した。セルバーグ跡公式は、明示公式に非常によく似ていて、明示公式はヒルベルト・ポリヤの見方に信憑性を与えている。

### 1970年代とランダム行列
ヒュー・モンゴメリーはクリティカルライン上の零点の統計的分布を研究し、ある性質を持つことを予想した。この予想は、現在、モンゴメリーのペア相関予想と呼ばれている。零点は、密集し過ぎぎず反発するような傾向がある。彼は1972年にプリンストン高等研究所を訪れたとき、この結果をフリーマン・ダイソンに示した。ダイソンはランダム行列理論の基礎を築いた一人である。
ダイソンは、モンゴメリーが発見した統計分布がランダムエルミート行列の固有値のペア相関分布と同一に見えることを知った。これらの分布は物理学で重要であり、例えば、原子核のエネルギー準位のように、ハミルトニアンの固有状態はある統計を満たす。引き出された結果は、リーマンゼータ函数の零点の分布とガウス型ユニタリアンサンブルから来るランダムエルミート行列の固有値との間の関係を強く裏付けていて、両方とも同じ統計に従うと現在は信じられている。このようにヒルベルト・ポリアの予想は、リーマン予想の証明には未だ至っていないが、より強固な基礎付を持っている。

### 最近
このような函数解析を通したリーマン予想へのアプローチへ実質的な力を与えている発展として、アラン・コンヌは、リーマン予想と実質的に同値な跡公式を定式化した。従って、この跡公式の主張とセルバーグ跡公式との類似が一層強くなった。彼は、アデールの非可換幾何学上の跡公式として、数論での明示公式の幾何学的な解釈を与えた。

## 量子力学と関係
ヒルベルト・ポリアの作用素と量子力学の関係は、ポリアにより与えられた。ヒルベルト・ポリア予想の作用素は、{\displaystyle \scriptstyle 1/2+iH} の形をしている。ここに {\displaystyle \scriptstyle H} は、ポテンシャル {\displaystyle \scriptstyle V(x)} の中を運動している質量 {\displaystyle m} を持った粒子のハミルトニアンである。リーマンの予想は、このハミルトニアンがエルミートであること、同じことだが、{\displaystyle \scriptstyle V} が実数であるということと同値である。

一次までの摂動論によれば、n-番目の固有状態のエネルギーは、ポテンシャルの期待値に関係している。
{\displaystyle E_{n}=E_{n}^{0}+\langle \varphi _{n}^{0}\vert V\vert \varphi _{n}^{0}\rangle }
ここに {\displaystyle \scriptstyle E_{n}^{0}} と {\displaystyle \scriptstyle \varphi _{n}^{0}} は自由粒子のハミルトニアンの固有値、固有状態である。この方程式は、エネルギー {\displaystyle \scriptstyle E_{n}} を持つ第一種フレドホルム積分方程式として扱うことができる。このような積分方程式は、レゾルベント核の方法で解くことができ、ポテンシャルは次のように書けることになる。
{\displaystyle V(x)=A\int _{-\infty }^{\infty }(g(k)+{\overline {g(k)}}-E_{k}^{0})\,R(x,k)\,dk}
ここに、{\displaystyle \scriptstyle R(x,k)} はレゾルベント核で、{\displaystyle \scriptstyle A} は実定数であり、
{\displaystyle g(k)=i\sum _{n=0}^{\infty }\left({\frac {1}{2}}-\rho _{n}\right)\delta (k-n)}
である。ここに {\displaystyle \scriptstyle \delta (k-n)} はディラックのデルタ函数で、{\displaystyle \scriptstyle \rho _{n}} はゼータ函数 {\displaystyle \scriptstyle \zeta (\rho _{n})=0} の『非自明な』零点である。

マイケル・ベリーとジョナサン・キーティング(Jonathan Keating)は、ハミルトニアン H が実際に何らかの古典的ハミルトニアン xp の量子化であると推測した。ここに p は x についての正準運動量である 。xp に対応する最も単純なハミルトニアン作用素は、
{\displaystyle H={\tfrac {1}{2}}(xp+px)=-i\left(x{\frac {\mathrm {d} }{\mathrm {d} x}}+{\frac {1}{2}}\right).}
である。

このヒルベルト・ポリア予想の精密化は、ベリー予想、あるいはベリー・キーティングの予想として知られている。2008年の時点では、いまだ極めて不正確である。正しい力学を与えるにはどのような空間上でこの作用素が作用するべきか、期待される対数補正を得るにはどのようにこれを正規化するか、ということが明らかではないからである。ベリーとキーティングは、この作用素はスケール変換(dilations)の下に不変であるから、整数 n に対しての境界条件 f(nx) = f(x) が、十分大きな n に対し有効である漸近補正
{\displaystyle {\frac {1}{2}}+i{\frac {2\pi n}{\log n}}}
を得ることのヒントとなるのではないかと予想した。